# Obbligo formativo in Italia
L'obbligo formativo in Italia, ridefinito come diritto-dovere, si riferisce, in generale, alla fruizione di un diritto e all’assolvimento di un dovere in tema di istruzione e formazione fino a diciotto anni, con il conseguimento di un titolo di scuola secondaria di secondo grado o di una qualifica professionale almeno triennale. Il completamento del secondo ciclo rappresenta la finalità dell'obbligo scolastico - obbligo d'istruzione, che prevede l’obbligatorietà dell'istruzione e formazione per almeno 10 anni di frequenza, fino al compimento dei sedici anni, età minima per l'accesso al lavoro. Oltre alla frequenza di una istituzione scolastica o formativa, si prevede che l'istruzione possa essere "parentale", su richiesta documentata della famiglia.
L'istruzione obbligatoria è una misura introdotta in molti Paesi del mondo, al fine di garantire la scolarizzazione a tutti i cittadini, requisito necessario sia per la loro realizzazione personale e occupazionale, sia per la crescita economica di un Paese, data la correlazione messa in luce dagli studi economici tra livelli di istruzione e lo sviluppo.  È inteso come obbligo di frequenza, non compatibile col lavoro minorile, e come l'obbligo di conseguire un titolo di studio. Gli oneri della scuola dell'obbligo sono totalmente o prevalentemente a carico dello Stato. Talora l'obbligo scolastico è associato a un'iscrizione gratuita agli istituti e a un sostegno economico per i ceti meno abbienti. Per la scuola dell'obbligo, il sostegno è in molti paesi basato esclusivamente sul reddito, non su criteri meritocratici, secondo il principio per il quale un'istruzione di base è un diritto fondamentale del cittadino.
In Europa l'obbligo scolastico non è ancora uniforme. Inizia dal compimento del 6º anno d'età, ad eccezione di alcuni paesi dell'Est Europa e del Portogallo, dove inizia dal 5°, e della Svezia, la Polonia, la Bulgaria e la Finlandia dove inizia dal 7°. Nella maggior parte dei paesi l'obbligo dura 10 anni, quindi fino a 16 anni (es: Italia); in altri è di 9, in altri ancora di 12, permettendo tuttavia negli ultimi 2 anni la frequenza con tempo parziale (es: Polonia e Germania); in Francia l'obbligo dura 13 anni di scolarité (dai 3 ai 16 anni) più 2 anni di formation, con l'alternativa tra scuola, apprendistato, inserimento professionale o servizio civile.

## Storia
L'istruzione obbligatoria venne introdotta in Italia durante l'epoca napoleonica: nelle repubbliche giacobine italiane e poi nel Regno italico e nel Regno di Napoli la scuola cercò di modellarsi su quella francese. In particolare nel 1810, Gioacchino Murat decretò l'obbligatorietà della scuola primaria. L'istruzione primaria fu concepita come pubblica, obbligatoria e gratuita: tutti i cittadini, sia maschi che femmine, dovevano accedervi; per i livelli superiori non doveva esserci invece uguaglianza dell'istruzione (la quale deve valorizzare i talenti), ma uguaglianza di opportunità. La scuola, bandendo qualsiasi insegnamento religioso, deve essere laica, basata da una parte sulla trasmissione di capacità professionali utili, contenuti verificabili e metodi razionali e dall'altra sulla formazione civile.
Durante l'unità d'Italia, la legge Casati del 1859 istituì una scuola elementare articolata su due bienni, il primo dei quali obbligatorio. Di fatto, al censimento del 1871 si attestò un notevole peggioramento dell'analfabetismo rispetto alla situazione pre-unitaria, cosicché la legge Coppino del 1877 portò la durata delle elementari a cinque anni ed introdusse l'obbligo scolastico nel primo triennio delle elementari stesse, definendo anche sanzioni per i genitori degli studenti che non avessero adempiuto a tale obbligo. La legge Orlando prolungò l'obbligo scolastico fino al dodicesimo anno di età, prevedendo l'istituzione di un "corso popolare" formato dalle classi quinta e sesta, che si innestava subito dopo la scuola elementare; impose altresì ai Comuni di istituire scuole almeno fino alla quarta classe, nonché di assistere gli alunni più poveri, elargendo fondi ai Comuni con modesti bilanci.

### Istruzione obbligatoria per otto anni (1962)
La riforma Gentile del 1923 portò l'obbligo scolastico fino ai 14 anni d'età per aderire ad una convenzione internazionale di alcuni anni prima, tuttavia di fatto rimase lettera morta per la stragrande maggioranza degli studenti italiani fino al 1962-1963, quando fu avviata la riforma dell'unificazione della scuola media. Nel frattempo, l'articolo 34, comma secondo della Costituzione italiana, entrata in vigore nel 1948, aveva stabilito che "L'istruzione inferiore, impartita per almeno otto anni, è obbligatoria e gratuita".
Dagli anni settanta del XX secolo, l'obbligo scolastico in Italia valeva fino al conseguimento della licenza di scuola media inferiore e, in ogni caso, fino a 14 anni di età (il vincolo era quindi di tipo anagrafico). Lavori a qualunque titolo e tipologia contrattuale per persone di età inferiore ai 14 anni erano dunque considerati una forma di lavoro infantile, che costituiva reato.
Nel XXI secolo in Italia si distingue tra obbligo scolastico e diritto dovere all'istruzione/formazione o obbligo formativo. Il primo richiede la permanenza nel sistema di istruzione per dieci anni, indipendentemente dagli esiti e dalle promozioni conseguite; il secondo, invece, richiede il raggiungimento di una qualifica, pari almeno al III livello EQF.
L'obbligo formativo fu introdotto con l'art. 68, i cui commi relativi all'innalzamento dell'obbligo sono stati abrogati, della L. 144/1999 (ministro Luigi Berlinguer) insieme all'innalzamento da 8 a 10 anni dell'obbligo scolastico. Tale innalzamento si sarebbe dovuto compiere nell'arco di alcuni anni, infatti inizialmente l'obbligo veniva prolungato solo fino ai 9 anni. La legge di riforma De Mauro-Berlinguer, non attuata, prevedeva anche un riordino dei cicli che avrebbe portato una unificazione tra scuola elementare e scuola media accorciando la durata di tale percorso di un anno. In tal modo l'obbligo scolastico di 10 anni avrebbe messo gli studenti nella condizione di frequentare 3 anni di scuola superiore con la possibilità di passaggi ad altri percorsi. All'interno di tale quadro veniva progettato il "NOF", nuovo obbligo formativo, che prevedeva il diritto dovere di permanere nei vari canali della formazione-istruzione fino al conseguimento di una qualifica di III livello EQF.

### Diritto dovere di istruzione e formazione per dodici anni (2003-2005)
Con la riforma Moratti l'innalzamento dell'obbligo scolastico e formativo viene ridefinito come diritto-dovere di istruzione e formazione, con l'obbligo di iscrizione alle scuole secondarie superiori o a un corso di formazione professionale, fino al conseguimento del diploma quinquennale o di una qualifica professionale almeno triennale: «La Repubblica assicura a tutti il diritto all'istruzione e alla formazione, per almeno dodici anni o, comunque, sino al conseguimento di una qualifica di durata almeno triennale entro il diciottesimo anno di età»;  gli studenti, al compimento del quindicesimo anno, possono richiedere la frequenza del secondo ciclo in alternanza scuola-lavoro all'interno dei sistemi di istruzione e di istruzione e formazione; oppure possono transitare nel sistema dell'apprendistato.

### Istruzione obbligatoria per dieci anni (2006)
Con il passaggio del ministero a Giuseppe Fioroni, con l'art. 1 comma 622 della 27 dicembre 2006 n. 296 (legge finanziaria per l'anno 2007), l'obbligo scolastico viene nuovamente innalzato a 10 anni e, in ogni caso, fino al sedicesimo anno di età. Di conseguenza l'età per l'accesso al lavoro viene elevata a 16 anni.
Meno di due anni dopo il governo Berlusconi IV, sviluppando quanto previsto dalla legge 296/2006, riconosce la frequenza dei percorsi di istruzione e formazione professionale regionali come modalità per assolvere l'obbligo scolastico, alternativi ai percorsi dell'istruzione - all'interno dei quali può essere attivata l'alternanza scuola-lavoro - e all'apprendistato.
La maggioranza presenta un disegno di legge mirato all'introduzione dei giovani nel mondo del lavoro, trascorrendo l'ultimo anno di obbligo di istruzione (ovvero, di norma, il sedicesimo anno di età) in aziende del territorio, tramite contratti di apprendistato. Quest'ultimo disegno si scontra con grandi critiche da parte di vari sindacati, del Partito Democratico e dell'Italia dei Valori; e nonostante un lunghissimo iter parlamentare non viene approvato.
Nel 2015 il Jobs Act istituisce l'apprendistato di primo livello, la cui regolamentazione è rimandata alle regioni, con il quale si conferma la possibilità per gli studenti di frequentare anche in apprendistato i percorsi di istruzione e formazione professionale e le scuole secondarie di secondo grado, con il conseguimento della qualifica e del diploma professionale o del diploma di Stato.

### Assolvimento dell'obbligo formativo - diritto-dovere
| Data di nascita                              | Obbligo formativo |
| -------------------------------------------- | --- |
| Nati fino al 31 dicembre 1951                | Licenza di quinta elementare o frequenza di 8 anni di studio al compimento dei 14 anni                                                                                |
| Nati dal 1º gennaio 1952 al 31 dicembre 1984 | Licenza di scuola media inferiore o frequenza di 8 anni di studio al compimento dei 15 anni                                                                           |
| Nati dal 1º gennaio 1985 al 31 dicembre 1992 | Ammissione al 2º anno di scuola media superiore o frequenza di 9 anni di studio al compimento dei 15 anni                                                             |
| Nati dal 1º gennaio 1993                     | Ammissione al 3º anno di scuola secondaria di secondo grado, un percorso di formazione professionale o frequenza di 10 anni di studio, sino al compimento dei 18 anni |

## Funzionamento

### Modalità di assolvimento dell'obbligo scolastico e dell'obbligo formativo
L'obbligo scolastico o di istruzione si assolve con la frequenza della scuola del primo ciclo e, se non vi sono ripetenze, del primo biennio di una scuola secondaria di secondo grado o di una scuola di formazione professionale. A conclusione del decimo anno di frequenza l'istituzione scolastica o formativa predispone una certificazione delle competenze acquisite dallo studente, con riferimento ai quadri, allegati al D.M. 139/2007, degli assi culturali e delle competenze chiave indicate dalla Raccomandazione europea del 2006 e definite dalla norma italiana «di cittadinanza».  Il livello delle competenze conseguite a conclusione dell'obbligo scolastico corrisponde al II livello EQF, che prevede: conoscenze pratiche di base in un ambito di lavoro o di studio; abilità cognitive e pratiche di base necessarie all’uso di informazioni pertinenti per svolgere compiti e risolvere problemi ricorrenti usando strumenti e regole semplici; lavoro o studio, sotto supervisione, con un certo grado di autonomia.
L'obbligo formativo o diritto-dovere di istruzione e formazione si può assolvere con la prosecuzione dei percorsi della formazione professionale, triennali, sino al conseguimento della qualifica, corrispondente al III livello EQF, o quadriennali, sino al conseguimento del diploma, equiparato al IV livello EQF; oppure con la prosecuzione dei percorsi quinquennali di istruzione sino al conseguimento del diploma, equiparato anch'esso al IV livello EQF. In entrambi i sistemi è possibile la frequenza in apprendistato di primo livello, disciplinato dall'art. 43 del D.Lgs 15 giugno 2015, n. 81.

### Misure a favore dell'assolvimento dell'obbligo scolastico e dell'obbligo formativo
L'art. 570 ter del codice penale prevede la pena della reclusione fino a due anni per l'evasione dell'obbligo di istruzione.
Le norme di fine Novecento e dei primi anni del Duemila riguardanti l'obbligo scolastico e formativo o diritto-dovere di istruzione e formazione sono prevalentemente orientate alla prevenzione:  stanziano finanziamenti a supporto della gratuità dell'istruzione obbligatoria, individuano le figure responsabili della vigilanza (non solamente i genitori, ma anche comuni, dirigente scolastico, servizi per l'impiego, oltre agli studenti che «concorrono» all'attuazione del diritto-dovere), indicano interventi di prevenzione che coinvolgono scuole ed enti locali, con piani di intervento per l'orientamento e azioni formative e di recupero. Si individua nell'anagrafe nazionale degli studenti lo strumento per raccogliere dati e scambiare informazioni in modo da controllare la frequenza di ciascuno studente. Per quanto riguarda l'assolvimento dell'obbligo scolastico attraverso l'istruzione parentale, si prevede l'obbligo del dirigente della scuola presso cui l'alunno risulta iscritto di verificare sia la capacità di assolvere al compito da parte dei genitori, sia la partecipazione annuale dell'alunno all'esame di idoneità, aggiornando con gli esiti conseguiti l'anagrafe degli studenti.
Gli esiti della rilevazione annuale degli abbandoni da parte delle scuole sono raccolti nel Rapporto di autovalutazione, pubblicato nello spazio dedicato a ciascuna istituzione scolastica all'interno del portale del Ministero dell'Istruzione Scuola in chiaro, su cercalatuascuola.istruzione.it.